# Ole Sørensen (velejador)
Ole Sørensen (Stokke, 22 de setembro de 1883 — Oslo, 25 de fevereiro de 1958) foi um velejador norueguês, campeão olímpico. Ele competiu nos Jogos Olímpicos de Verão de 1920 na classe 10 Metre e conquistou a medalha de ouro na disputa realizada segundo as regras de 1907 a bordo do Eleda com Erik Herseth, Gunnar Jamvold, Petter Jamvold, Claus Juell, Sigurd Holter e Ingar Nielsen.